# Megatom
Megatom foi um programa de humor exibido pela TV Globo de 20 de fevereiro de 2000 até 29 de abril de 2001 e apresentado por Tom Cavalcante.

## História
Inicialmente criado para as noites de sábado, foi exibido aos domingos à tarde, antes do Domingão do Faustão. Diversos quadros eram apresentados e sempre ancorados por personagens de Tom Cavalcante.
O programa era gravado em São Paulo, no Teatro Brigadeiro.
Um de seus quadros, "Ivonete Recebe", recebeu muitos artistas em entrevista com: Zezé Di Camargo & Luciano, Chitãozinho & Xororó, Noely Lima, Sandy & Junior, Daniel e muitos outros. Imitou séries de personagens e cantores como: Sandy, Nelson Ned, Fernando Henrique Cardoso, Zé Ramalho e muitos outros.